# Cratloe
Cratloe (irisch An Chreatalach) ist ein Dorf im Westen Irlands im County Clare mit 899 Einwohnern (Volkszählung 2022).

## Lage
Cratloe liegt etwa zwölf Kilometer westnordwestlich von Limerick. Die Ortschaft wird umfahren durch die N18 von Limerick nach Shannon und Ennis. Die R462 führt von hier nach Sixmilebridge. Etwas westlich von Cratloe liegt Bunratty mit Bunratty Castle. 
Die Bahnstation an der Bahnstrecke Limerick–Ennis wurde 1963 geschlossen. Obwohl die Bahnlinie im Rahmen des Western Corridors wieder eröffnet wurde, blieb der Bahnhof weiterhin geschlossen.

## Geschichte
Nahe Cratloe befindet sich das Wedge Tomb von Ballinphunta.
Cratloe wird erstmals mit der Tötung des Hochkönigs von Munster Crimthann mac Fidaig (auch: Crimthann Mór) im Jahre 376 in Verbindung gebracht. Der Fichten- und Pinienwald von Cratloe, Cratloe Woods, soll bereits im 9. Jahrhundert für Holz für den Königssitz genutzt worden sein. Auch später wurde vor allem das Eichenholz in europäischen Metropolen genutzt (so für Westminster Hall in London und das Königliche Palais in Amsterdam). 
1216 wurde Cratloe der Stadt Limerick durch König Johann Ohneland zugewiesen. 
1418 war die Craughaun Church errichtet worden. Kurz nach 1500 wurde Cratloemoyle Castle an der Straße nach Limerick erbaut. 1791 wurde die katholische Johanniskirche errichtet und um 1930 eine Lourdes-Grotte ergänzt. 
1840 wurde Cratloe Teil des County Clare.

## Bilder

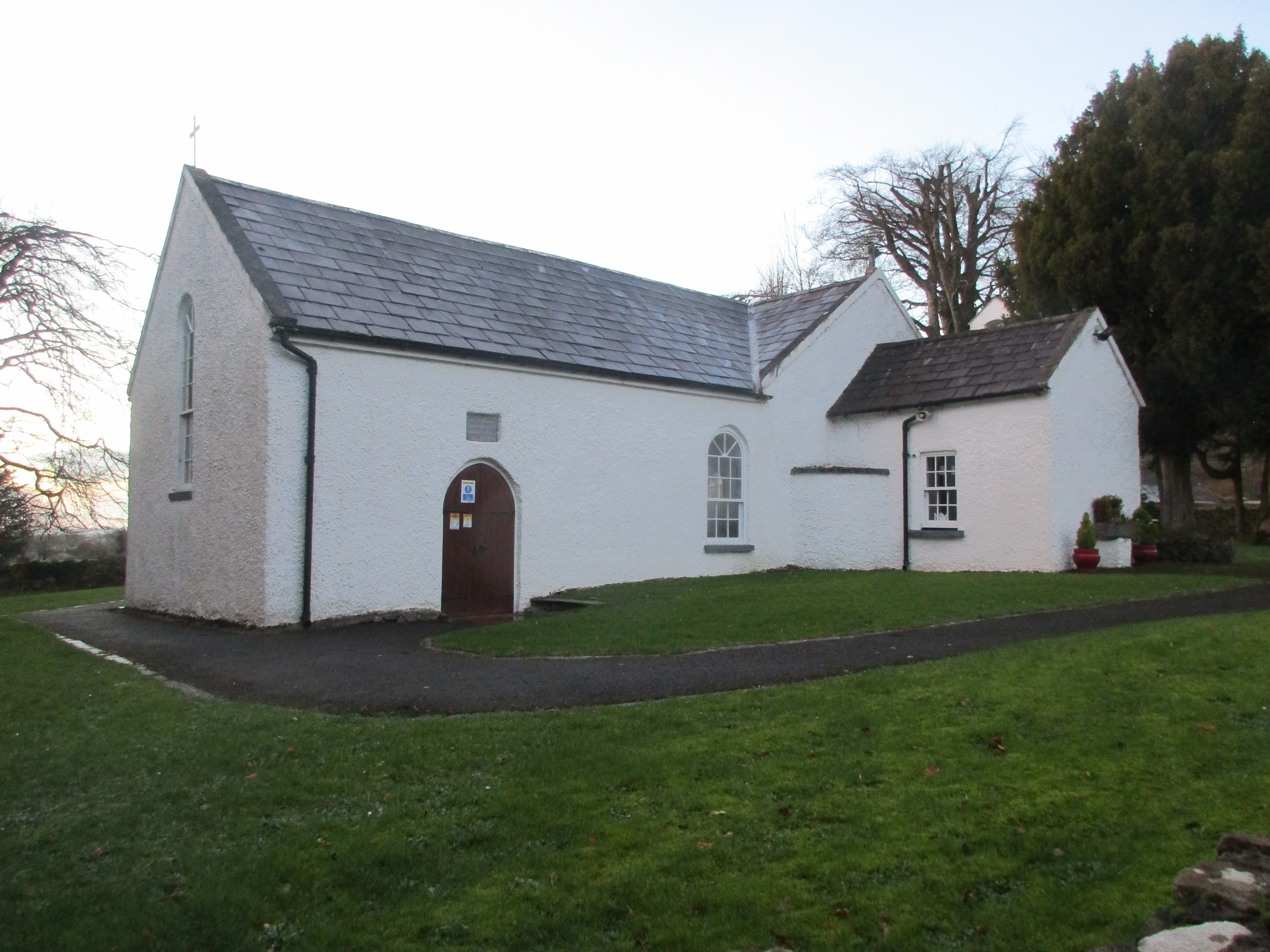
Johanniskirche
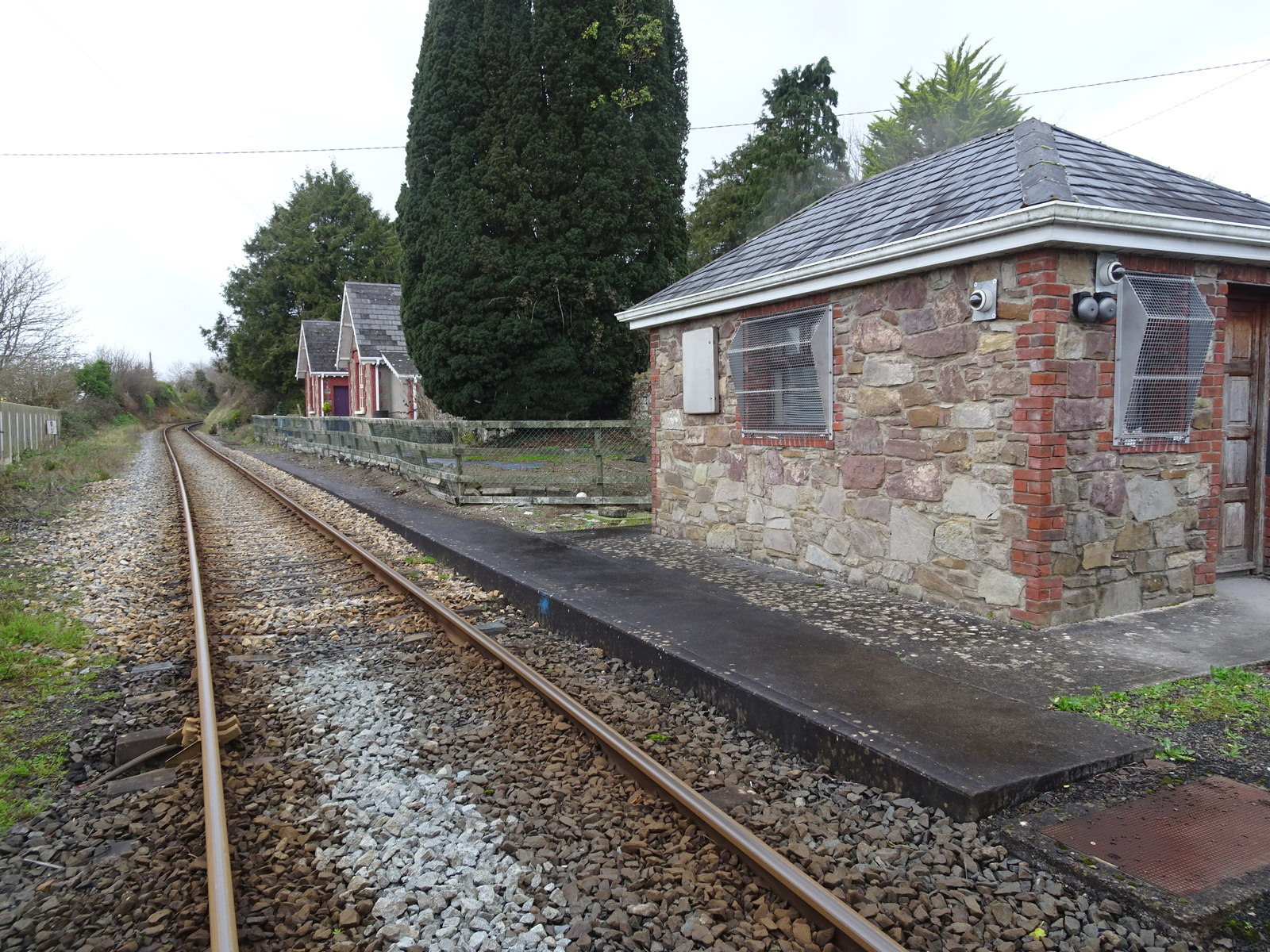
Bahnhof von Cratloe